# Niklastorpagölen
Niklastorpagölen är en sjö i Karlskrona kommun i Blekinge och ingår i Lyckebyån-Nättrabyåns kustområde. Sjön har en area på 0,0573 kvadratkilometer och ligger 35,6 meter över havet.

## Delavrinningsområde
Niklastorpagölen ingår i det delavrinningsområde (622909-148503) som SMHI kallar för Rinner mot Danmarksfjärden. Medelhöjden är 35 meter över havet och ytan är 15,81 kvadratkilometer. Det finns inga avrinningsområden uppströms utan avrinningsområdet är högsta punkten. Avrinningsområdets utflöde mynnar i havet, utan att ha någon enskild mynningsplats. Avrinningsområdet består mestadels av skog (55 %), öppen mark (11 %) och jordbruk (29 %). Avrinningsområdet har 0,06 kvadratkilometer vattenytor vilket ger det en sjöprocent på 0,4 %. Bebyggelsen i området täcker en yta av 0,59 kvadratkilometer eller 4 % av avrinningsområdet.